# Odenville
Odenville és una població dels Estats Units a l'estat d'Alabama. Segons el cens del 2000 tenia 1.131 habitants.

## Demografia
Segons el cens del 2000, Odenville tenia 1.131 habitants, 421 habitatges, i 333 famílies. La densitat de població era de 134,4 habitants/km².
Dels 421 habitatges en un 39,4% hi vivien nens de menys de 18 anys, en un 61,5% hi vivien parelles casades, en un 12,1% dones solteres, i en un 20,9% no eren unitats familiars. En el 19,5% dels habitatges hi vivien persones soles el 9,5% de les quals corresponia a persones de 65 anys o més que vivien soles. El nombre mitjà de persones vivint en cada habitatge era de 2,69 i el nombre mitjà de persones que vivien en cada família era de 3,07.
Per edats la població es repartia de la següent manera: un 26,5% tenia menys de 18 anys, un 9,2% entre 18 i 24, un 30,7% entre 25 i 44, un 21,9% de 45 a 60 i un 11,7% 65 anys o més.
L'edat mediana era de 35 anys. Per cada 100 dones hi havia 95 homes. Per cada 100 dones de 18 o més anys hi havia 92,8 homes.
La renda mediana per habitatge era de 36.473 $ i la renda mediana per família de 40.694 $. Els homes tenien una renda mediana de 31.429 $ mentre que les dones 21.736 $. La renda per capita de la població era de 17.330 $. Aproximadament el 5% de les famílies i el 5,9% de la població estaven per davall del llindar de pobresa.

## Poblacions properes
El següent diagrama mostra les poblacions més properes.